# دوم ویچوسو
دوم ویچوسو (به پرتغالی: Dom Viçoso) یک منطقهٔ مسکونی در برزیل است که در میناز ژرایس واقع شده‌است. دوم ویچوسو ۱۱۳٫۱۷۸ کیلومتر مربع مساحت و ۲٬۹۹۷ نفر جمعیت دارد.